# Uni-President China Holdings
Uni-President China Holdings Limited — китайская пищевая компания, крупный производитель лапши быстрого приготовления, негазированных напитков (соки, минеральная вода, чайные и кофейные напитки), соусов, десертов и комбикормов. Основана в 1992 году, официально зарегистрирована на Каймановых островах, штаб-квартира расположена в Шанхае. Входит в состав крупнейшей тайваньской пищевой группы Uni-President Enterprises Corporation. 

## История
Компания основана в 1992 году тайваньскими инвесторами, в 2007 году вышла на Гонконгскую фондовую биржу. По состоянию на 2011 год являлась одним из крупнейших получателей государственных субсидий среди китайских частных фирм.

## Деятельность
Uni-President China является крупнейшим производителем сокосодержащих напитков и третьим по величине поставщиком лапши быстрого приготовления в Китае. Дочерние компании занимаются ресторанным бизнесом, оптовыми продажами кормов и удобрений.
По итогам 2021 года основные продажи пришлись на напитки (58,4 %) и продукты питания (37,8 %). 100 % продаж пришлось на материковый Китай. 

### Дочерние компании
Основными дочерними компаниями являются Harbin President Enterprises (Харбин), Changchun President Enterprises (Чанчунь), Shenyang President Enterprises (Шэньян), Baiyin President Enterprises (Байинь), Akesu President Enterprises (Аксу), Uni-President Enterprise Hutubi Tomato Products Technology (Хутуби), Beijing President Food и Beijing President Enterprises Drinks & Food (Пекин), Uni-President Enterprises Tianjin (Тяньцзинь), Shijiazhuang President Enterprises (Шицзячжуан), Jinan President Enterprises и Uni-President Enterprises Jinan (Цзинань), Yantai Tongli Beverage Industries (Яньтай), Zhengzhou President Enterprises (Чжэнчжоу), Uni-President Enterprises Taizhou и Taizhou President Enterprises (Тайчжоу), Xuzhou President Enterprises (Сюйчжоу), President Enterprises Kunshan Food Products Technology и Kunshan President Enterprises Food (Куньшань), President Enterprises Shanghai, Uni-President Enterprises Shanghai Drink & Food, Shanghai President Coffee и Uni-President Shanghai Pearly Century (Шанхай), Hangzhou President Enterprise (Ханчжоу), Hefei President Enterprises (Хэфэй), Wuhan President Enterprises Food (Ухань), Fuzhou President Enterprises (Фучжоу), Nanchang President Enterprises (Наньчан), Zixi President Enterprises Drinks & Food (Цзыси), Changsha President Enterprises (Чанша), Guangzhou President Healthy Food Technology и Guangzhou President Enterprises (Гуанчжоу), Zhanjiang President Enterprise (Чжаньцзян), Nanning President Enterprise (Наньнин), Bama President Mineral Water (Бама), Guiyang President Enterprises (Гуйян), Chongqing President Enterprises (Чунцин), Chengdu President Enterprises Food (Чэнду), Kunming President Enterprises (Куньмин), Changbaishan Mountain President Enterprises Mineral Water (Гирин), Xinjiang President Enterprises и Xinjiang President Enterprises Food (Синьцзян), Ningxia President Enterprises (Нинся), Shaanxi President Enterprises (Шэньси), Henan President Enterprises (Хэнань), Jiangsu President Enterprises (Цзянсу), Hunan President Enterprises (Хунань) и Hainan President Enterprises (Хайнань).

### Совместные предприятия
Основными совместными предприятиями являются Kunshan President Kikkoman Biotechnology (Куньшань, с японской компанией Kikkoman), Zhangjiagang President Nissin Food (Чжанцзяган, с японской компанией Nissin Foods), Cargill President Dongguan Feed Protein Tech (Дунгуань, с американской компанией Cargill).

## Акционеры
Основными акционерами Uni-President China Holdings являются Uni-President Enterprises Corporation (72,4 %), Templeton Asset Management (2,25 %), Fidelity Management & Research (1,26 %), Invesco Hong Kong (1,15 %) и Fidelity International (1 %).